# Set (sport)
Een set is een term in het puntentellen in de sport en beschrijft tevens een deel van de sportwedstrijd. 
De sporter of het team dat voor het eerst een aantal punten of games scoort, wint de set. 
Een aantal gewonnen sets levert uiteindelijk de wedstrijdwinst.
Met set wordt ook een aantal reps bij spiertraining bedoeld. 

## Beachvolleybal
Een set in het beachvolleybal gaat om minimaal 21 gewonnen punten, met twee punten verschil. Is het verschil nog geen twee punten, dan wordt doorgespeeld tot het verschil wel twee punten is. Er wordt gespeeld om twee gewonnen sets, een beslissende (derde) set wordt gespeeld om 15 gewonnen punten.

## Bodybuilding, fitness en (kracht)training
Een set is een serie bewegingen, met of zonder gewicht, bijvoorbeeld 10 reps (herhalingen) kniebuigen (squats) of opdrukken.

## Dammen
In de damsport is het setsysteem toegepast in de WK-matches van 1996, 1998 en 2003 en in het rapidgedeelte van de barrage van het Nederlands kampioenschap 2001.
Dat ging meestal om drie gewonnen sets.

## Darts
Een set in het darts gaat in het algemeen om drie gewonnen games (of leg). Het aantal te winnen sets om de wedstrijd te winnen is afhankelijk van gemaakte afspraken.

## Tennis
Een set in een tennispartij wordt gewonnen door de speler die het eerst zes games wint, met een verschil van twee games.
Gaat het winnen van games gelijk op, dan kan men uiteraard eindeloos doorgaan tot het verschil van twee games is bereikt, maar tegenwoordig wordt bij 6-6 meestal een tiebreak gespeeld om een beslissing te forceren. 
Hierbij krijgen de spelers om en om twee opslagbeurten. Na elke zes gespeelde punten wisselen de spelers van speelhelft.
Winnaar van de tiebreak is degene die het eerst zeven punten heeft, met een verschil van twee. Bij de tiebreak kent men geen maximaal aantal punten. Wie de tiebreak wint, wint de set. In het verleden werd er op grandslamtoernooien, met uitzondering van het US Open, wordt in de laatste set geen tiebreak gespeeld. Zo kan een set hier oplopen tot bijvoorbeeld 17-19 of zoals bij de beroemde wedstrijd Isner-Mahut op Wimbledon 2010 tot 70-68. Vanaf 2019 werd de tiebreak geleidelijk ingevoerd in de laatste set op grandslamtoernooien. Roland Garros 2021 was het laatste toernooi zonder enige vorm van Tiebreak in de laatste set.
De partij wordt gewonnen door de speler die als eerste twee sets heeft gewonnen, indien wordt gespeeld volgens het 'twee-uit-drie'-systeem. In  het mannenenkelspel op de grandslamtoernooi  wordt gespeeld volgens het 'drie-uit-vijf'-systeem – pas na drie gewonnen sets kan men de partijwinst voor zich opeisen. In het verleden werd er ook over vijf sets gespeeld in de Davis Cup en finales van grote toernooien.

## Volleybal
Een set in het volleybal gaat om minimaal 25 gewonnen punten, met twee punten verschil. Is het verschil nog geen twee  punten, dan wordt doorgespeeld tot het verschil wel twee punten is. Er wordt gespeeld om drie gewonnen sets, een beslissende (vijfde) set wordt gespeeld om 15 gewonnen punten.
Met een derde set kan men twee punten verdienen.